# Średnie Łagiewniki
Średnie Łagiewniki − dawna część wsi Łagiewniki, położona na północ od Królewskiej Huty. Stanowi dziś część dzielnicy Chorzów II (rejon ul. Krzyżowej, ul. Stanisława Ligonia, ul. Teodora Kalidego).

## Historia
Łagiewniki były podzielone na Łagiewniki Dolne (późniejsza dzielnica Łagiewniki w Bytomiu), Średnie i Górne.
Przed I wojną światową połączono Łagiewniki Średnie (bez kolonii) i Górne i utworzono gminę Łagiewniki, następnie w 1868 roku włączono je do Królewskiej Huty.